# Ida Kamińska
Ida Kamińska, född 4 september 1899 i Odessa, död 21 maj 1980 i New York, var en polsk skådespelerska och regissör med jiddisch som främsta språk.
Ida Kamińska var dotter till Ester Rachel Kamińska (1870-1925) och Abraham Izaak Kamiński (1867–1918), båda framstående skådespelare. Efter att ha avslutat gymnasiet 1916 debuterade hon på föräldrarnas teater i Warszawa. 1939-1947 var hon i landsflykt i Sovjetunionen. Under efterkrigstiden ledde hon de judiska teatrarna i Łódź, Wrocław och Warszawa, men lämnade Polen efter regimens antisemitiska kampanj 1968.
Ida Kamińska har även gjort en del filmroller, t.ex. On a hejm (Polen, 1939) och Butiken vid Storgatan (Obchod na korze, Tjeckoslovakien, 1965.